# Chuquisaca
Chuquisaca é um departamento da Bolívia, sua capital é a cidade de Sucre.
Chuquisaca situa-se ao sul da Bolívia, limitando-se ao sul com a o departamento de boliviano de Tarija, ao leste com o departamento de Santa Cruz e com o Paraguai, ao oeste com o departamento boliviano de Potosí e  ao norte com o departamento de Cochabamba.

## Províncias
Chuquisaca está dividido em 10 províncias:
|  | - Oropeza - Azurduy - Zudañez - Tomina - Hernando Siles - Yamparáez - Nor Cinti - Sud Cinti - Belisario Boeto - Luis Calvo |